# Autotrasplante
El autotrasplante, autoinjerto o trasplante  autólogo es la intervención quirúrgica en la que el receptor y el donante son el mismo individuo, es decir, aquella en la que el injerto se extrae y se implanta en el mismo sujeto. La gran ventaja de este tipo de trasplante es que no hay rechazo, por lo cual, obviado el problema inmunológico, el reto de este tipo de trasplantes es la técnica quirúrgica.

## Historia
Los autotrasplantes son muy antiguos y se describen ya en la medicina india del siglo V y el siglo VI a. C. En Europa, el pionero fue el italiano Gaspare Tagliacozzo, en el siglo XVI, quien usó piel del antebrazo para una cirugía plástica en la nariz de un paciente rinotomizado. El procedimiento lo reintrodujo, a finales del siglo XVIII, el cirujano militar británico Joseph Carpue, destacado en la India, quien siguió la técnica del médico indio Sushruta, de quien se tiene la primera noticia del procedimiento en la Antigüedad. En el siglo XIX, el cirujano suizo Jaques-Luis Reverdin perfeccionó la técnica de autotrasplante de piel usando colgajos gruesos, que se revascularizan mejor y que aún se usa.

## Tipos
- Ortotópico: El injerto o trasplante se implanta en su posición anatómica.
- Heterotópico: El trasplante se implanta en un lugar distinto a su posición anatómica normal.
- Paratópico: El injerto se implanta en la vecindad del órgano o posición anatómica normal.[3]

## Tejidos y órganos usados
Se usa en caso de trasplantes de tejidos, porciones de órganos, dientes, piel, hueso, vasos sanguíneos, células madre o médula ósea.
La cirugía de baipás coronario o de puentes coronarios es un autotrasplante.
El autotrasplante de sangre se denomina propiamente autotransfusión.